# Colgems Records
Colgems Records (укр. Колджемс Рекордс; походить від назв компаній Columbia Pictures та Screen Gems) — американський лейбл звукозапису, заснований 1966 року.
Лейбл звукозапису Colgems Records належав кінокомпанії Columbia Pictures та її підрозділу Screen Gems. Його було створено 1966 року як заміну іншому лейблу Columbia Pictures Colpix Records, який існував з кінця 1950-х років, видаючи музику, яка використовувалась у фільмах та телевізійних програмах компанії. Для розповсюдження музики, записаної на Colgems, було укладено угоду з RCA Victor. Креативним директором Colgems Records став Дон Кіршнер, який до цього керував Colpix Records, та очолював музичний підрозділ Columbia / Screen Gems.
Головною зіркою Colpix Records став музичний гурт The Monkees, герої однойменного телевізійного серіалу, в якому пародіювали The Beatles. Кіршнер домовився з найкращими тогочасними авторами, щоб вони писали пісні для The Monkees. В результаті три сингли гурту, видані на Colgems, досягли першої сходинки в національному хіт-параді: «Last Train to Clarksville», «I'm a Beleiver» та «Daydream Believer». Окрім пісень The Monkeeys на лейблі виходили саундтреки до фільмів Columbia Pictures, таких як пародія на стрічки про Джеймса Бонда «Казино Рояль» та музичний фільм «Олівер!».